# Kiyawa
Kiyawa è una città della Repubblica Federale della Nigeria appartenente allo Stato di Jigawa. È capoluogo dell'omonima area a governo locale (local government area) che conta una popolazione di 172.913 abitanti.